# Bozhou
Bozhou (亳州市; Pinyin: Bózhōu Shì) ist eine Stadt im Nordwesten der chinesischen Provinz Anhui. Der Verwaltungssitz befindet sich im Stadtbezirk Qiaocheng. Bozhou gilt in China als Zentrum des Handels mit Traditioneller Chinesischer Medizin.
Die auf ihrem Gebiet gelegene Gräber des Klans der Familie Cao (曹氏家族墓群, Cáoshì jiāzú mùqún), das Huaxilou (花戏楼, Huāxìlóu) und die Alten Kriegstunnel von Bozhou (亳州古地道, Bòzhōu gǔ dìdao) stehen auf der Liste der Denkmäler der Volksrepublik China.
Bei der Volkszählung 2020 hatte Bozhou 4.996.844 Einwohner.

## Lage und Klima
Bozhou liegt im Nordwesten der Provinz Anhui am südlichen Ende der nordchinesischen Tiefebene an der Grenze zur Nachbarprovinz Henan. Die Stadtfläche beläuft sich auf 8.374 km². Das Stadtgebiet hat eine längliche Form mit einer maximalen Ausdehnung in nordwestlicher Richtung von 150 Kilometern und einer maximalen Ausdehnung von 90 Kilometern in nordöstlicher Richtung. Die wichtigsten Flüsse in Bozhou sind der Guohe (涡河), der Xifei-Fluss (西淝河) und der Cihuaixin-Fluss (茨淮新河). Sie gehören alle zum Huaihe-Flusssystem. Hauptfluss ist der Guohe mit einer Länge von 173 Kilometern und einem Einzugsgebiet von 4.039 Quadratkilometern. Das Klima ist milde, warm-gemäßigt, vom Monsun beeinflusst und halbfeucht. Die Jahresmitteltemperatur liegt bei 15,2 °C, der durchschnittliche Jahresniederschlag bei 867,2 mm, die durchschnittliche jährliche Sonnenscheindauer bei 2041 Stunden und die frostfreie Periode bei 219 Tagen.

## Geschichte
Ältere Namen von Bozhou sind Bo (亳) oder Qiaocheng (谯城 – „Stadt Qiao“). Die Gegend ist schon seit mindestens 7–8000 Jahren von neuzeitlichen Menschen besiedelt. Während der Herrschaftszeit von Kaiser Cao Pi der Wei-Dynastie erhielt Qiao im Jahr 221 den Rang einer Nebenhauptstadt. Während der Nördlichen Zhou-Dynastie ist im Jahr 579 erstmals der Ortsname „Bozhou“ nachweisbar. 1355 wurde während des Aufstands der Roten Turbane gegen die mongolische Yuan-Dynastie wurde in Bozhou Han Lin’er zum Kaiser der wieder aufgerichteten Song-Dynastie proklamiert.
Kurz nach der Xinhai-Revolution wurde Bozhou 1912 administrativ zum Kreis Bo (亳县) reorganisiert. Im August 1948 wurde die Stadt Bozhou gegründet, und im Februar 1949 wurden Stadt und Kreis zum Kreis Bozhou vereinigt. Am 21. März 1986 wurde der Kreis Bozhou zur kreisfreien Stadt, und am 21. Mai 2000 erhielt Bozhou den Status einer bezirksfreien Stadt.

## Administrative Gliederung
Auf Kreisebene setzt sich Bozhou aus einem Stadtbezirk und drei Kreisen zusammen.
| Karte der Verwaltungseinheiten von Bozhou | Karte der Verwaltungseinheiten von Bozhou | Karte der Verwaltungseinheiten von Bozhou | Karte der Verwaltungseinheiten von Bozhou | Karte der Verwaltungseinheiten von Bozhou | Karte der Verwaltungseinheiten von Bozhou |
| ----------------------------------------- | ----------------------------------------- | ----------------------------------------- | ----------------------------------------- | ----------------------------------------- | ----------------------------------------- |
| Qiaocheng Guoyang Mengcheng Lixin         |                                           |                                           |                                           |                                           |                                           |
| #                                         | Name                                      | chin.                                     | Pinyin                                    | Einwohner (2020)                          | Fläche (km²)                              |
| Stadtbezirk                               |                                           |                                           |                                           |                                           |                                           |
| 1                                         | Qiaocheng                                 | 谯城区                                    | Qiáochéng Qū                              | 1 537 231                                 | 2 167                                     |
| Kreise                                    |                                           |                                           |                                           |                                           |                                           |
| 2                                         | Guoyang                                   | 涡阳县                                    | Wōyáng Xiàn                               | 1 170 719                                 | 1 933                                     |
| 3                                         | Mengcheng                                 | 蒙城县                                    | Méngchéng Xiàn                            | 1 101 640                                 | 2 060                                     |
| 4                                         | Lixin                                     | 利辛县                                    | Lìxīn Xiàn                                | 1 187 254                                 | 1 950                                     |

## Verschiedenes
Bozhou ist die Heimat Hua Mulans, eines Mädchens, das der Legende nach an Stelle seines Vaters zwölf Jahre lang in der Armee diente und sich Verdienste erwarb. Für diese Geschichte interessierte sich auch Disney und drehte 1999 einen gleichnamigen Trickfilm, der weltweit große Erfolge erzielte. Bozhou ist ferner bekannt als Zentrum des Handels mit Rohstoffen für die traditionelle chinesische Medizin und als historischer Stützpunkt des Generals Cao Cao. In Qiaocheng fiel am 20. Oktober 1977 der Meteorit Boxian vom Himmel, in dem das neue Mineral Zhanghengit entdeckt wurde.